# 艾昂芒廷萊克 (密蘇里州)
艾昂芒廷萊克（英語：Iron Mountain Lake）是位於美國密蘇里州聖弗朗索瓦縣的城市。

## 人口
根據2020年美國人口普查的數據，艾昂芒廷萊克的面積為5.40平方千米，當中陸地面積為5.08平方千米，而水域面積為0.32平方千米。當地共有人口640人，而人口密度為每平方千米119人。